# ادین ترزیچ
ادین ترزیچ (آلمانی: Edin Terzić؛ زادهٔ ۳۰ اکتبر ۱۹۸۲) بازیکن سابق و مربی فوتبال آلمانی است.

## دوران حرفه‌ای

### سال‌های اولیه
ترزیچ در سال ۱۹۸۲ در مندن آلمان در خانواده ای طبقه کارگری که از یوگسلاوی مهاجرت کرده بودند متولد شد. ترزیچ در دوران بازیگری خود در سطح چهارم لیگ حرفه ای آلمان بازی می‌کرد. وی دانش‌آموخته کالج بزرگ آلما ماتر و دانشگاه رور بوخوم در رشته علوم ورزشی با مدرک کارشناسی است. وی همچنین تابعیت کرواسی را دارد.

### دوران مربیگری
بین سالهای ۲۰۱۰ و ۲۰۱۳، ترزیچ به عنوان استعدادیاب و دستیار مربی در آکادمی جوانان بوروسیا دورتموند کار می‌کرد و گزارش‌های خود را به یورگن کلوپ، سرمربی تیم اصلی در آن زمان ارائه می‌داد. برادر بزرگتر او آلن نیز به عنوان استعدادیاب در بوروسیا دورتموند مشغول به کار است، همچنین به عنوان مربی موقت بوروسیا دورتموند ۲ در طول فصل ۲۰–۲۰۱۹ در لیگ منطقه‌ای غرب فعالیت می‌کرد.
ترزیچ بین سالهای ۲۰۱۳ و ۲۰۱۵ دستیار مربی اسلاون بیلیچ در بشیکتاش و از ۲۰۱۵ تا ۲۰۱۷ در وستهام یونایتد بود. همکاری او و بیلیچ از سال ۲۰۱۲ آغاز شد، زمانی که ترزیچ آنالیز حریف را پیش از بازی کرواسی مقابل ایرلند در مرحله گروهی یورو ۲۰۱۲ تهیه و ارائه داد. بیلیچ که از تجزیه و تحلیل راضی بود، به او پیشنهاد داد به عنوان دستیار مربی در لوکوموتیو مسکو به او بپیوندد، سرانجام این پیشنهاد نتیجه داد. بیلیچ یک بار دیگر از ترزیچ خواست تا در بشیکتاش به او بپیوندد و ترزیچ پس از مشورت با بروسیا دورتموند این پیشنهاد را پذیرفت. او در سال ۲۰۱۵ او را به وستهام یونایتد برد، اما دو سال بعد با اخراج بیلیچ در ۶ نوامبر ۲۰۱۷، این باشگاه را ترک کرد.
در سال ۲۰۱۸، ترزیچ پس از فارغ‌التحصیلی از دوره ۱۸ ماهه اتحادیه فوتبال انگلستان، مجوز حرفه‌ای دریافت کرده‌است.
ترزیچ پس از انتصاب لوسین فاور به عنوان سرمربی در سال ۲۰۱۸ به عنوان دستیار مربی تیم اصلی به بوروسیا دورتموند بازگشت. او به همراه مانفرد استفس به عنوان دستیار فاور برای فصل ۱۹–۲۰۱۸ انتخاب شدند. او برابر هافنهایم به عنوان جانشین سرمربی نشست، لوسین فاور این مسابقه را به دلیل بیماری از دست داده بود. پس از اخراج فاور در پی باخت ۱–۵ مقابل اشتوتگارت در دسامبر ۲۰۲۰، ترزیچ به عنوان سرمربی موقت تا پایان فصل ۲۱–۲۰۲۰ منصوب شد.

## افتخارات

### سرمربی
بروسیا دورتموند
- جام حذفی آلمان: ۲۱–۲۰۲۰